# (2161) Grissom
(2161) Grissom (1963 UD) – planetoida z pasa głównego asteroid okrążająca Słońce w ciągu 4,56 lat w średniej odległości 2,75 au. Odkryta 17 października 1963 roku. Asteroida została nazwana na cześć amerykańskiego astronauty Virgila Grissoma (1926-1967).